# Mięsień pośladkowy wielki

Mięśnie pośladkowe wielkie

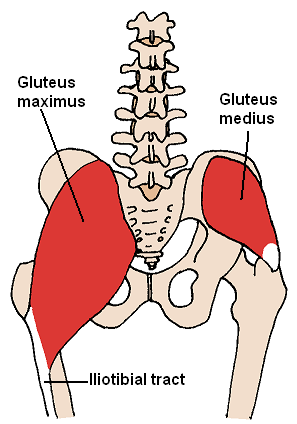
Widok od tyłu: po lewej mięsień pośladkowy wielki, po prawej mięsień pośladkowy średni

Mięsień pośladkowy wielki (łac. musculus gluteus maximus; gloutos – pośladek) – w anatomii człowieka silny, duży, romboidalny, mający 3–4 cm grubości mięsień należący do grupy tylnej mięśni grzbietowych obręczy kończyny dolnej, największy z trzech mięśni pośladkowych. Jego powierzchnia zewnętrzna jest podłożem dla skóry oraz grubej warstwy podściółki tłuszczowej pośladków, do których przylega poprzez powięź. 
Jego długa linia przyczepu początkowego obejmuje powięź piersiowo-lędźwiową, część powierzchni pośladkowej talerza kości biodrowej, leżącą do tyłu od kresy pośladkowej tylnej, boczny brzeg kości krzyżowej i guzicznej i więzadło krzyżowo-guzowe. Przebieg włókien jest niemal równoległy i skośny ku dołowi oraz do boku. Włókna górnej części szeroką blaszką ścięgnistą przechodzą nad powierzchnią boczną krętarza większego kości udowej, kończąc się w głębokiej warstwie pasma biodrowo-piszczelowego powięzi szerokiej uda przykrytej przez jego pasma powierzchowne. Włókna dolnej części przyczepiają się grubym płaskim ścięgnem do guzowatości pośladkowej kresy chropawej znajdującej się po grzbietowej stronie kości kości udowej.
Unaczyniony jest przez tętnice pośladkowe górną i dolną, tętnicę okalającą udo przyśrodkową i tętnicę przeszywającą pierwszą (od tętnicy głębokiej uda), a unerwiony przez nerw pośladkowy dolny ze splotu krzyżowego (L5–S2).

## Czynność mięśnia
Jest najsilniejszym prostownikiem stawu biodrowego, oprócz tego rotuje (skręca) udo na zewnątrz. Przez swój przyczep udowy przywodzi udo, a dzięki przyczepowi powięziowemu odwodzi je. Działając na powięź szeroką uda prostuje kolano. Najważniejszą jego funkcją jest utrzymywanie pionowej postawy ciała przy współpracy z mięśniami grupy przedniej. Działając obustronnie kontroluje statykę górnej części ciała, chroni tułów przed upadkiem do przodu oraz przesuwa miednicę do przodu (np. podczas wiosłowania). 